# أندريوس إدلاوسكاس
أندريوس إدلاوسكاس (مواليد 1997) هو سبّاح ليتواني، مثّل بلاده في الألعاب الأولمبية الصيفية 2016.

## روابط خارجية
أندريوس إدلاوسكاس على موقع الاتحاد الدولي للسباحة (الإنجليزية)
- أندريوس إدلاوسكاس على موقع SwimRankings.net (الإنجليزية)
- أندريوس إدلاوسكاس على موقع اللجنة الأولمبية الدولية (الإنجليزية)
- أندريوس إدلاوسكاس على موقع أوليمبيديا (الإنجليزية)